# Bathyphantes gulkana
Bathyphantes gulkana är en spindelart som beskrevs av Ivie 1969. Bathyphantes gulkana ingår i släktet Bathyphantes och familjen täckvävarspindlar. Inga underarter finns listade.